# Gunnar Thyresson
Gunnar Thyresson, född 9 januari 1912 i Västerås, död 15 maj 1984 i Farsta församling, Stockholm, var en svensk ämbetsman.
Gunnar Thyresson var son till rektor Hjalmar Thyresson och Ingrid, född Ekelund, samt bror till medicine professor Nils Thyresson. Han tog jur.kand. 1938 vid Uppsala universitet, och gjorde därefter en klassisk karriär vid Svea hovrätt. 1957 blev Thyresson hovrättsråd, sedan han varit sekreterare i Arbetsdomstolen, arbetat i Handelsdepartementet och för Justitiekanslern, och tillfälligt varit rådman i Stockholm. 1961 utsågs han till Militieombudsman, vilket han kvarblev som till 1968, då han utnämndes till justitieombudsman. Den senare befattningen innehade han till 1976. Thyresson var Krigsvetenskapsakademiens styresman till 1982, och var den förste civile att utses till den posten. Åren 1977-1984 var han ordförande för Karlfeldtsamfundet.